# Foame de bani
Foame de bani este cel de-al șaselea album al trupei La Familia, însă primul scos sub numele de Sișu & Puya și tot primul lansat la casa de discuri „MediaPro Music”. Albumul a ieșit pe piață pe data de 07 iulie 2004.
Deși teoretic este albumul trupei La Familia (sau Sișu & Puya), de fapt, practic este albumul solo al lui Puya, Sișu făcându-și prezența doar pe piesa ce dă numele albumului Noi toți. Sișu nu a putut înregistra pentru acest album deoarece în octombrie 2003, el a fost arestat și condamnat la 3 ani de închisoare cu executare pentru consum de droguri, iar în închisoare nu i-a fost permis să înregistreze.
Albumul a fost promovat de 2 videoclipuri, acestea fiind Foame de bani și Adevărul gol goluț, însă instrumentalul versiunii de videoclip a piesei din urmă este complet modificat. Pe album se găsesc colaborări cu Shobby și Cabron de la Codu' Penal și Honey, Shobby pe piesa O mare familie, Cabron pe piesele Noi toți și În bandă, iar împreună pe piesele Le plac băieții răi și Încearcă să zâmbești, iar Honey pe piesa Orașul meu. Aceștia au început să folosească numele de Sișu & Puya datorită certurilor cu B.U.G. Mafia, motivul fiind că Dragoș „Caddy” Vlad-Neagu a înregistrat numele La Familia la „O.S.I.M.” (Oficiul de Stat pentru Invenții și Mărci) și pentru a-l putea refolosi, B.U.G. Mafia le-a cerut 15.000 de euro.

## Tracklist[3]
| Nr.             | Titlu                                   | Autor(i)                         | Text                   | Lungime |  |
| 1.              | „Foame de bani” (necenzurat)            | Zsemlye Sebastian, Mihai Coporan | Puya și Sișu           | 4:43    |  |
| 2.              | „Am un plan” (Încă o revoluție)         | Puya                             | Puya și Sișu           | 4:05    |  |
| 3.              | „O mare familie” (cu Shobby)            | Puya                             | Puya și Shobby         | 3:32    |  |
| 4.              | „Noi toți” (cu Cabron)                  | Zsemlye Sebastian, Mihai Coporan | Sișu, Puya și Cabron   | 4:00    |  |
| 5.              | „Orașul meu” (cu Honney)                | Puya                             | Puya și Sișu           | 4:25    |  |
| 6.              | „E sus și vede”                         | Puya                             | Puya și Sișu           | 4:30    |  |
| 7.              | „Le plac băieții răi” (cu Codu' Penal)  | Puya                             | Puya, Cabron și Shobby | 4:13    |  |
| 8.              | „Încearcă să zâmbești” (cu Codu' Penal) | Puya                             | Shobby, Cabron și Puya | 3:48    |  |
| 9.              | „Atmosferă de scandal”                  | Puya                             | Puya                   | 3:41    |  |
| 10.             | „În bandă” (cu Cabron)                  | Puya                             | Puya și Cabron         | 3:52    |  |
| 11.             | „Îl are pe vino-ncoace”                 | Puya                             | Puya și Sișu           | 3:49    |  |
| 12.             | „Adevărul gol goluț”                    | Puya                             | Puya                   | 4:10    |  |
| 13.             | „Foame de bani” (cenzurat)              | Zsemlye Sebastian, Mihai Coporan | Puya și Sișu           | 4:43    |  |
| Lungime totală: | Lungime totală:                         | Lungime totală:                  | Lungime totală:        | 47:41   |  |